# Casey Jones (TMNT)
Casey Jones är en rollfigur i berättelserna om Teenage Mutant Ninja Turtles. 
Casey Jones är vän med sköldpaddorna. Han är en brottsbekämpare som ensam kämpar "privat" mot brottsligheten i New York, ibland med medel som det etablerade samhället inte accepterar. Hans vapen är sportutrustning som golfklubbor, cricketträ och ishockeyklubbor. Han bär en ishockeymålvaktsmask. Han vandrar längsmed Manhattans gator och söker efter "busar" i grannskapet, ungefär som Marvelseriernas karaktär Punisher.

## Början
Som pojke uppväxt på Manhattan, och brottslingar överföll hans grannskap. Casey Jones blev trött på "busarna" och började träna tyngdlyftning och köpte böcker om hur man lär sig kampsport, så han kunde bekämpa "busarna". Hans första kontakt med sköldpaddor var då han stötte på Raphael i Central Park. I mötet mellan en talande sköldpadda iklädd trenchcoat och en kille i ishockeymask tog Casey Jones övertaget och knockade Raphael in i en soptunna med sitt cricketträ. Ingen av New Yorks 7,3 miljoner invånare såg detta. Därefter blev de vänner.

## Relationer
Casey Jones farliga livsstil gjorde det svårt för honom att få möjligheten att gifta sig, men han är "kär" i April O'Neil. Deras "barn" Cody Jones är en karaktär i serien "Teenage Mutant Ninja Turtles: Fast Forward". Casey Jones har inte haft något annat kärleksförhållande, fastän han sovit med de flesta av Manhattans kvinnor.
I serietidningsversionen Teenage Mutant Ninja Turtles Adventures medverkar han inte. I många versioner har hans farmor en bondgård på landsbygden vid Northampton, Massachusetts i USA. I 2003 års TV-serie är Casey Jones farmor död, och bondgården står oftast öde. I 1984 års serietidningsversion och i 2003 års TV-serie har han ett romantiskt förhållande med April O'Neil. Hans "mordiska" beskrivs framför allti hans första framträdande, även om han aldrig mord mördar någon den gången.
Många associerar Casey Jones till Jason Voorhees i filmerna Fredagen den 13:e.

### Mirageserierna
I 1984 års serietidningsversion debuterar han i Raphaels soloäventyr "Me, Myself and I". Där beskrivs han som en sportutrustningsanvändande psykopat som i hög grad opererar med Gamla testamentet som "moralkompass". Raphael stöter på Casey Jones då han ser honom angripa brottslingar, och tänker stoppa honom innan han mördar någon.
I Mirageserierna är han väldigt våldsam, mer än Raphael, men mognar med seriens gång. I "Shades of Gray," dödar han oavsiktligt en tonåring som försöker råna honom. På grund av detta hamnar han i alkoholproblem, vilket skadar hans förhållande till April O'Neil.
Under City at War lämnar han staden och möter en gravid kvinna vid namn Gabrielle, som han sedan gifter sig med. Gabrielle dör under förlossningen och Casey Jones lämnas att ta hand om hennes dotter, som han döper till Shadow. Efter att ha spridit Gabrielles aska återvänder Casey Jones till New York med Shadow och återupptar sitt förhållande till April. Casey har även blivit berömd för termen "Goongala", en form av stridsrop.
I volym fyra gifter han sig med April. Shadow växer upp med dem, och de försöker skaffa egna barn.

## 1987 års tecknade TV-serie
I 1987 års tecknade TV-serie medverkar Casey Jones bara i vissa avsnitt, och har inget förhållande med April. På engelska lästes hans röst av Pat Fraley, på japanska av Issei Futamata och Akio Ohtsuka.
Han medverkar i fem avsnitt, #41, "Casey Jones: Outlaw Hero"; #43, "Corporate Raiders From Dimension X" där han klär ut sig till affärsman för att undersöka kidnappningar av affärsmän; #119, "Leonardo Cuts Loose"; #162, "Night of the Rogues"; och #177, "Cyber-Turtles".

## 2003 års TV-serie
I 2003 års TV-serie spelar Casey Jones en större roll än i 1987 års tecknade TV-serie. Hans fars affär brändes ner av Hun och Purple Dragons då de inte fick beskydd. Trots hot gick hans far (Arnold Casey Jones Sr.) till polisen med saken. Det antyds att hans far blev dödad för detta.
Detta fick Casey Jones att utveckla ett hat mot brottslighet. Det avslöjas i ett avsnitt att han och sköldpaddorna mötts som små. Sköldpaddorna försökte lära honom självförsvar för att bekämpa bråkstakar, men det slutade illa. I serien är han godhjärtad men lättretad. Han gillar motorcyklar, är kompis med Raphael och har ett förhållande med April. Hans catch phrase är stridsropet "Goongala!". Han talar Brooklynaccent. Hans röst läses av Marc Thompson på engelska och Tokuyoshi Kawashima på japanska.

## Filmer
Casey Jones, spelad av Elias Koteas, medverkar i två av spelfilmerna. I den första filmen är han en tidigare professionell ishockeyspelare som blivit vigilant. Han stöter på Raphael, som stoppar honom från att skada tjuvar, och Casey Jones blir arg på Raphael. Slagsmål uppstår. Casey Jones ser senare Raphael omringas av Fotsoldater och kommer då till undsättning.  Michelangelo kallar honom "Wayne Gretzky på steroider". Casey Jones hjälper sköldpaddorna mot Shredder och Fotklanen, förklarar för April att han var en professionell ishockeyspelare tills han blev skadad, och räddar Splinter från Fotklanens högkvarter och trycker ner Shredder i en sopbil. 
I den tredje filmen återvänder Casye Jones på begäran av sköldpaddorna för att hjälpa Splinter att vaka över de fyra hedersvakterna som transporteras till samtiden medan sköldpaddorna tidsreser till det förgångna, till det feodala Japan. 
På japanska är hans röstskådespelare Hiroya Ishimaru (första filmen i VHS-version), Taro Arakawa (första filmen i TV-version) och Issei Futamata (tredje filmen).
Casey Jones medverkar även i 2007 års film, och hans röst läses av Chris Evans. I filmen arbetar han med April på ett rederi med att leverera, medan han nattetid fortsätter som vigilant. Genom detta stöter han på Raphael som "Nightwatcher" ("Nattväktaren").
Han medverkar i Teenage Mutant Ninja Turtles: Out of the Shadows spelad av Stephen Amell där han är en fängelsevakt.

## Datorspel
Casey Jones är spelbar figur i NES- och Sega Mega Drive-versionerna av Teenage Mutant Ninja Turtles: Tournament Fighters och han medverkar även i bakgrunden på en av banorna i stages in the SNES-versionen. 
I Teenage Mutant Ninja Turtles: The Manhattan Missions räddar han sköldpaddorna då de förlorar sin energi.
Casey Jones medverkar även i 2003 års spel Teenage Mutant Ninja Turtles till (Game Boy Advance) och Teenage Mutant Ninja Turtles. Han är en boss i Raphaels story mode och om spelaren använder en fuskkod eller klarar bana 1 som Raphael blir han spelbar figur i story mode.
Casey Jones finns också som olåsbart alternativ till Raphael i Teenage Mutant Ninja Turtles 2: Battle Nexus.
Casey Jones finns som spelbar rollfigur i Teenage Mutant Ninja Turtles: Mutant Melee.